# Elif
Elif  è un nome proprio di persona turco femminile.

## Origine e diffusione
Riprende il nome turco dell'alif, la prima lettera dell'alfabeto arabo; per estensione, significa anche "gentile" (dall'espressione turca elif gibi, "dalla forma di Elif"; l'alif è infatti un semplice tratto verticale, ا). Questo nome è stato ininterrottamente tra i dieci più usati per le neonate in Turchia almeno dal 1980, mantenendo la seconda posizione dal 2004 al 2014, con un'attestazione al primo posto nel 2006.

## Persone
- Elif Ağca, pallavolista turca
- Elif Şafak, scrittrice turca

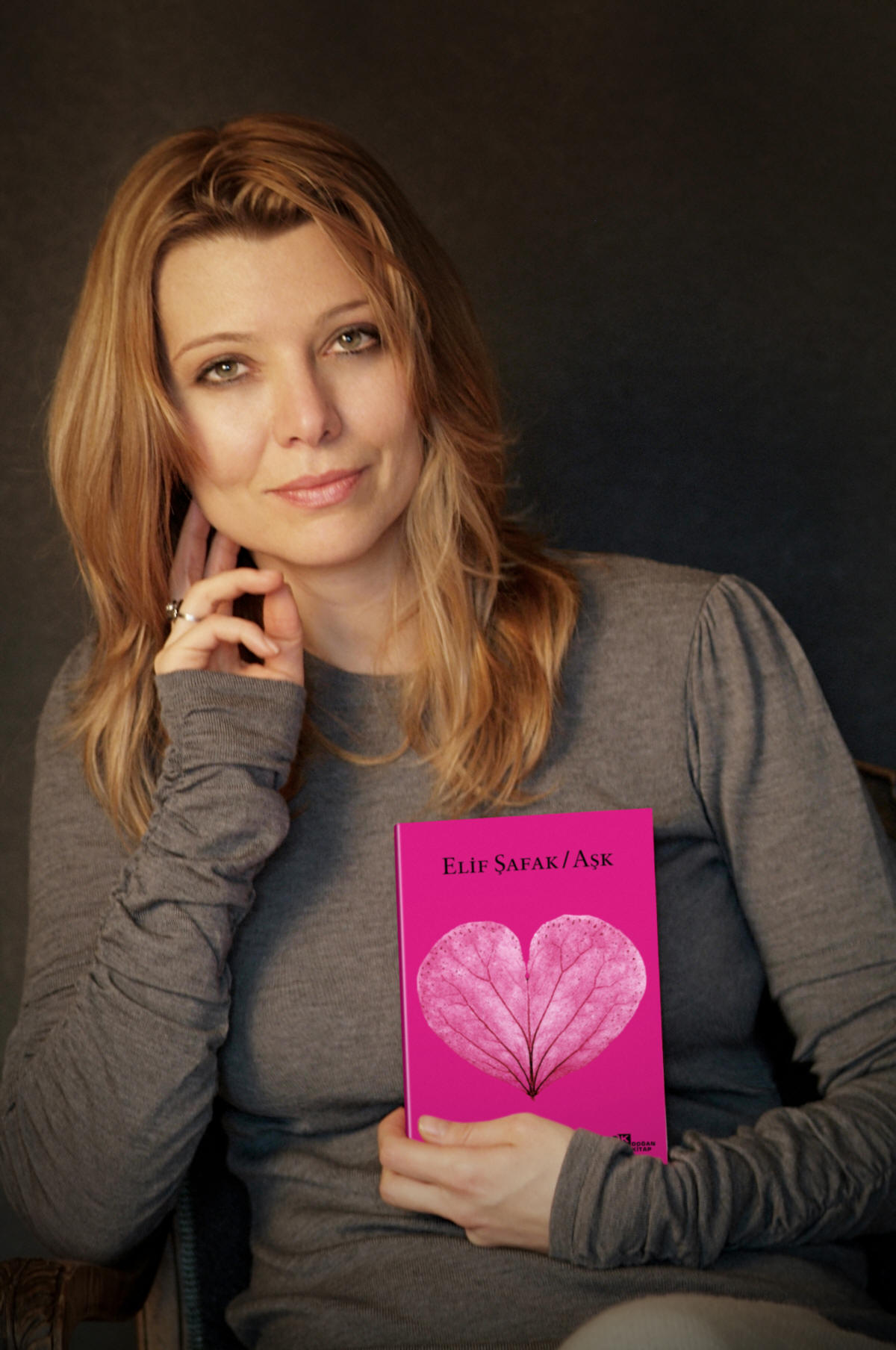
Elif Şafak

- Elif Ulaş, hockeista su ghiaccio e pattinatrice artistica su ghiaccio turca
- Elif – cantante tedesca